# Rebasmäe
Rebasmäe este o arie protejată (arie specială de conservare — SAC, sit de importanță comunitară — SCI) din Estonia întinsă pe o suprafață de 32,1 ha, integral pe uscat.

## Localizare
Centrul sitului Rebasmäe este situat la coordonatele 57°57′17″N 27°27′04″E / 57.9546°N 27.4511°E.

## Înființare
Situl Rebasmäe a fost declarat sit de importanță comunitară în aprilie 2004 pentru a proteja 2 specii de plante. Situl a fost protejat și ca arie specială de conservare în iulie 2005.

## Biodiversitate
Situată în ecoregiunea boreală, aria protejată conține 1 habitat natural: Păduri caducifoliate de mlaștină fino-scandinave.
La baza desemnării sitului se află mai multe specii protejate de  plante (2): o specie rară de mușchi (Drepanocladus vernicosus), ochii-șoricelului (Saxifraga hirculus).
Pe lângă speciile protejate, pe teritoriul sitului au mai fost identificate 1 specie de plante.